# Лучиця (Барилович)
45°20′ пн. ш. 15°29′ сх. д. / 45.34° пн. ш. 15.48° сх. д.
Лучиця (хорв. Lučica) — населений пункт у Хорватії, у Карловацькій жупанії у складі громади Барилович.

## Населення
Населення за даними перепису 2011 року становило 38 осіб.
Динаміка чисельності населення поселення: